# Alex Chance
Alex Chance (Chesapeake, 19 aprile 1989) è un'attrice pornografica statunitense.

## Biografia
Alex Chance è nata e cresciuta a Chesapeake, in Virginia. All'età di 9 anni la sua famiglia si è trasferita a Virginia Beach dove ha vissuto fino al 2012, quando si è trasferita in California. Quando aveva 18 anni, grazie alla moglie di un amico, ha iniziato a pubblicare le sue prime fotografie come modella erotica in pubblicazioni come Score.
Durante l'adolescenza ha lavorato nel marketing, come ballerina in uno strip club, come cameriera e come barista in uno Starbucks. Nel 2011, all'età di 22 anni, ha deciso di entrare nell'industria della pornografia, girando le sue prime scene da attrice pornografica per Reality Kings e Bang Bros in Florida. All'inizio della sua carriera, Alex Chance ha iniziato come performer Big Beautiful Woman (BBW), poi ha deciso di seguire una dieta rigorosa e di fare esercizio fisico per raggiungere il suo obiettivo di perdere peso e scendere al livello iniziale.
Il suo pseudonimo deriva dal suo secondo nome (Alexandra) e dal tentativo di entrare nell'industria per adulti.

## Filmografia
- Sexy Party Bus (2011)
- Tit Time (2011)
- Asseating Lesbians (2012)
- Calling All Boobs (2012)
- Recession Sluts 1 (2012)
- Titterific 19 (2012)
- Titty Creampies 2 (2012)
- Big Boob Babes (2013)
- Big Tit Orgy (2013)
- Bra Busters (2013)
- Please Fuck My Tits 2 (2013)
- Tits on Top 2 (2013)
- I Love My Sister's Big Tits 3 (2014)
- Mega-Tits Attack (2014)
- Alex Chance: Family Therapist (2015)
- Big Naturals 39 (2015)
- Extreme Naturals 10 (2015)
- Only Alex Chance (2015)
- Big Naturals 42 (2016)
- Our Girls 2 (2016)
- Big Tits Like Big Dicks 11 (2017)
- Facial Cum Sluts 4 (2017)
- Double Breasted (2018)
- Horny Hotties 2 (2018)
- Big Beautiful Curves (2019)
- Girls With Huge Boobs 2 (2019)
- MILF Lessons From The Bedroom 3 (2021)
- Mother Prefers Anal 2 (2022)
- Mom's Black Boyfriend 2 (2023)